# Luke Wilson
Luke Wilson (Dallas, 21 de septiembre de 1971) es un actor estadounidense, conocido por interpretar a Emmett Richmond en Legally Blonde (en español: Legalmente Rubia) y a Billy Loomis en Stab 1 (en español: Acuchillada 1).

## Biografía
Luke Cunningham Wilson es hijo del ejecutivo de publicidad Robert Andrew Wilson y de la fotógrafa Laura Cunningham Wilson. Sus hermanos Owen y Andrew también se dedican al mundo del cine, al igual que su primo Jack Black.
Tras cursar estudios universitarios, en el año 1993 Luke colaboró como actor en Bottle Rocket, un corto escrito por su hermano Owen y por el director Wes Anderson. Este trabajo independiente sería premiado en el Festival de Sundance, hecho que llamó la atención de James L. Brooks, quien produciría la misma historia pero como largometraje, con el mismo título, Bottle Rocket (Ladrón que roba a otro ladrón) (1996).
Coincidió en varias películas con la actriz Drew Barrymore: Best Men (1997) de Tamra Davis, Home Fries (1998) de Dean Parisot, Los ángeles de Charlie (2000) de McG y su secuela, Los ángeles de Charlie: Al límite (2003).
También apareció en dos películas de Wes Anderson: The Royal Tenenbaums (2001), una sátira, y Rushmore (1998), coescrita por Anderson y Owen Wilson.

## Filmografía

### Largometrajes
| Año  | Título                                 | Personaje                      |
| ---- | -------------------------------------- | ------------------------------ |
| 1996 | Bottle Rocket                          | Anthony Adams                  |
| 1997 | Bongwater                              | David                          |
| 1997 | Telling Lies in America                | Henry                          |
| 1997 | Best Men                               | Jesse Reilly                   |
| 1997 | Scream 2                               | Billy                          |
| 1998 | Dog Park                               | Andy                           |
| 1998 | Home Fries                             | Dorian Montier                 |
| 1998 | Rushmore                               | Dr. Peter Flynn                |
| 1999 | Kill the Man                           | Stanley Simon                  |
| 1999 | Blue Streak                            | Detective Carlson              |
| 2000 | My Dog Skip                            | Dink Jenkins                   |
| 2000 | Committed                              | Carl                           |
| 2000 | Bad Seed                               | Preston Tylk                   |
| 2000 | Charlie's Angels                       | Peter Kominsky                 |
| 2001 | Legally Blonde                         | Emmett Richmond                |
| 2001 | Soul Survivors                         | Jude                           |
| 2001 | The Royal Tenenbaums                   | Richie Tenenbaum               |
| 2002 | The Third Wheel                        | Stanley                        |
| 2003 | Masked and Anonymous                   | Bobby Cupid                    |
| 2003 | Old School                             | Mitch Martin                   |
| 2003 | Stuck on You                           | Él mismo                       |
| 2003 | Alex and Emma                          | Alex Sheldon / Adam Shipley    |
| 2003 | Charlie's Angels: Full Throttle        | Peter Kominsky                 |
| 2003 | Legally Blonde 2: Red, White & Blonde  | Emmett Richmond                |
| 2004 | Around the World in 80 Days            | Orville Wright                 |
| 2004 | Anchorman: The Legend of Ron Burgundy  | Frank Vitchard                 |
| 2004 | Wake Up, Ron Burgundy: The Lost Movie  | Frank Vitchard                 |
| 2005 | The Wendell Baker Story                | Wendell Baker                  |
| 2005 | The Family Stone                       | Ben Stone                      |
| 2006 | Hoot                                   | Oficial David Delinko          |
| 2006 | Mini's First Time                      | John Garson                    |
| 2006 | My Super Ex-Girlfriend                 | Matt Saunders                  |
| 2006 | Idiocracy                              | Cabo Joe Bauers                |
| 2006 | Jackass Number Two                     | Él mismo                       |
| 2007 | You Kill Me                            | Tom                            |
| 2007 | Vacancy                                | David Fox                      |
| 2007 | 3:10 to Yuma                           | Zeke                           |
| 2007 | Blades of Glory                        | Instructor de clase sexo       |
| 2007 | Battle for Terra                       | Ten. James "Jim" Stanton (Voz) |
| 2007 | Blonde Ambition                        | Ben                            |
| 2008 | Henry Pool Is Here                     | Henry Poole                    |
| 2008 | Vacancy 2: The First Cut               | David Fox                      |
| 2009 | Tenure                                 | Charlie Thurber                |
| 2010 | Death at a Funeral                     | Derek                          |
| 2010 | Middle Men                             | Jack Harris                    |
| 2012 | Meeting Evil                           | John                           |
| 2012 | Straight A's                           | William                        |
| 2013 | Move Me Brightly (Documental)          | El entrevistador               |
| 2014 | The Skeleton Twins                     | Lance                          |
| 2014 | Ride                                   | Ian                            |
| 2014 | Dear Eleanor                           | Bob Potter                     |
| 2015 | Playing It Cool                        | Samson                         |
| 2015 | Meadowland                             | Phil                           |
| 2015 | The Ridiculous 6                       | Danny                          |
| 2015 | Concussion                             | Roger Goodell                  |
| 2016 | Outlaws and Angels                     | Josiah                         |
| 2016 | All We Had                             | Lee                            |
| 2016 | Rock Dog                               | Bodi (Voz)                     |
| 2016 | Approaching the Unknown                | Louis Skinner                  |
| 2017 | Brad's Status                          | Jason Hatfield                 |
| 2017 | The Girl Who Invented Kissing          | Leo                            |
| 2018 | Arizona                                | Scott                          |
| 2018 | Measure of a Man                       | Marty Marks                    |
| 2018 | High Voltage                           | Rick                           |
| 2019 | Berlin, I Love You                     | Burke Linz                     |
| 2019 | Guest of Honour                        | Father Greg                    |
| 2019 | The Goldfinch                          | Larry Decker                   |
| 2019 | Zombieland: Double Tap                 | Albuquerque                    |
| 2020 | All the Bright Places                  | James                          |
| 2020 | Bobbleheads: The Movie                 | Earl (Voz)                     |
| 2021 | 12 Mighty Orphans                      | Rusty Russell                  |
| 2022 | Look Both Ways                         | Rick Bennett                   |
| 2022 | Gasoline Alley                         | Vargas                         |
| 2023 | Miranda's Victim                       | Lawrence Turoff                |
| 2024 | Horizon: An American Saga - Capítulo 1 | Matthew Van Weyden             |
| 2024 | Horizon: An American Saga - Capítulo 2 | Matthew Van Weyden             |
| TBA  | Plus/Minus                             |                                |

### Series
| Año       | Título              | Personaje                | Notas                      |
| --------- | ------------------- | ------------------------ | -------------------------- |
| 1998      | The X-Files         | Sheriff Hartwell         | Episodio: "Bad Blood"      |
| 2002-2005 | That '70s Show      | Casey Kelso              | 6 Episodios                |
| 2004      | Entourage           | Él mismo                 | Episodio: "Talk Show"      |
| 2004      | Saturday Night Live | Anfitrión                | Episodio: "Luke Wilson/U2" |
| 2011-2013 | Enlightened         | Levi Callow              | 11 Episodios               |
| 2013      | Drunk History       | Will Keith Kellogg       | Episodio: "Detroit"        |
| 2016      | Roadies             | Bill                     | 10 Episodios               |
| 2019      | Room 104            | Remus                    | Episodio: "The Plot"       |
| 2020-2022 | Stargirl            | Pat Dugan / S.T.R.I.P.E. | Personaje principal        |
| 2020      | Emergency Call      | Anfitrión                |                            |

- 2011
  - The History of Bruce
  - The Darjeeling Limited
- 2004
  - Without a Paddle
- 2000
  - Preston Tylk de Jon Bokenkamp
- 1998
  - Bongwater de Richard Sears